# Knut Olsson

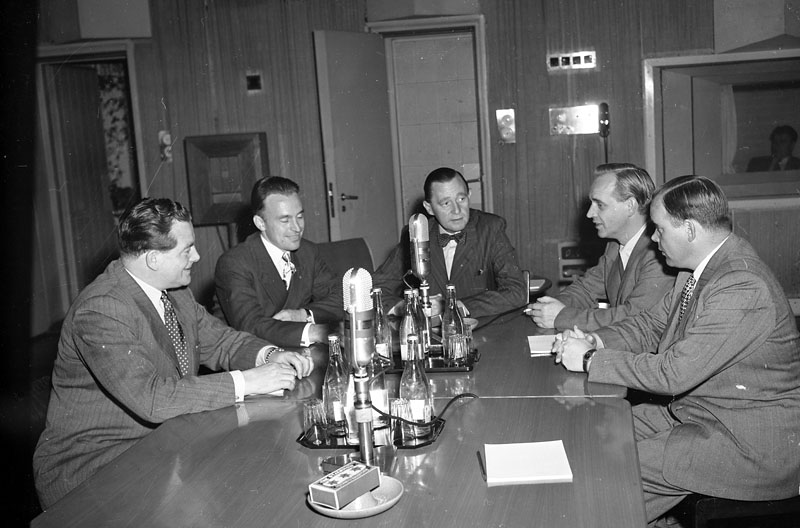
Radiodebatt 1950. Fr. v.: Herbert Claesson (s), Holger Wigertz (fp), Jarl Hjalmarson (h), Olsson och Torsten Andersson (bf).

Knut Mauritz Gotthard Olsson, född 4 november 1907 i Västra Skrävlinge församling, Malmöhus län, död 13 november 1986 i Högalids församling, Stockholms län, var svensk tidningsman och politiker. 

## Biografi
Efter studentexamen vid Lunds privata elementarskola 1926 var Olsson medarbetare i "Folkets Dagblad Politiken" 1926–29, redaktör för och ansvarig utgivare av "Ny Dag" 1930–45, ledamot av Sverges/Sveriges kommunistiska partis centralkommitté/partistyrelse och politbyrå/arbetsutskott 1936–64, partisekreterare 1946–77, ordförande i Sverges kommunistiska ungdomsförbund och redaktör för "Stormklockan" 1940–46.
Olsson var ledamot av stadsfullmäktige i Stockholm 1942–72, andre vice ordförande där 1946–50, ledamot av stadskollegiet/kommunstyrelsen där 1944–50, 1954–58 och 1966–72, av folkskoledirektionen/skoldirektionen där 1945–50 och 1955–70, ordförande i Stockholms kommunistiska arbetarkommun 1946–47, ledamot av 1946 års skolkommission 1946–52, av Radionämnden 1947–67, redaktör för och ansvarig utgivare av tidningen "60-talet" 1959–61, ledamot av generalplaneberedningen i Stockholm 1959–72, av Stockholms läns landsting 1971–73. 
Olsson var, tillsammans med bland andra Georg Branting, under spanska inbördeskriget organisatör av den så kallade Spanienhjälpen. Han tillhörde även organisationen Svenska röda hjälpen, med syfte att bistå tyska kommunister som förföljdes av naziregimen. Under beredskapsåren hölls Olsson, i likhet med många andra kommunister, internerad i Sveg. Han tillhörde partiets moskvatrogna falang och anslöt sig vid partisplittringen 1977 till Arbetarpartiet kommunisterna. Han erhöll S:t Eriksmedaljen 1963.